# Bandera de la RSS de Najicheván
La República Autónoma Socialista Soviética de Najicheván (que fue independiente jurídicamente), utilizó la bandera del partido comunista Hummet, que era roja con media luna y estrella en el cantón.
Como República Socialista Soviética Autónoma tuvo su primera bandera roja con iniciales doradas en el cantón en 1937 y el modelo se modificó a bandera roja con franja azul en la parte inferior e iniciales doradas en el cantón debajo de la hoz y martillo con estrella. Esta bandera fue utilizada hasta 1940.
La bandera actual fue adoptada tras la caída de la Unión Soviética siendo similar a la nacional pero con la franja central roja de doble anchura.

Bandera de la RSS de Nakhichevan

- Datos: Q5484047